# Carlo Enrico Di Rovasenda
Carlo Enrico Di Rovasenda (ur. 17 czerwca 1906 w Turynie, zm. 15 grudnia 2007 w Genui) – włoski teolog katolicki, ksiądz, dominikanin.
Profesor teologii i filozofii, wchodził m.in. w skład komisji watykańskiej badającej sprawę Galileusza. Od listopada 1986 był członkiem honorowym Papieskiej Akademii Nauk.